# ノートルダム橋
ノートルダム橋(仏 : Pont Notre-Dame)は、フランスのパリ、セーヌ川に架かる橋である。4区のジェスヴル河岸とコルス河岸を結んでいる。
この場所はパリで初めて橋が架けられたところである。そのころはグラン・ポン（大きな橋）と呼ばれていた。886年、ノルマン人によるパリの包囲のため橋が使えなくなり板橋に架けかえられた。この橋はミルブレーの板橋と呼ばれ、1406年の洪水まで存続した。1443年、シャルル6世の治世下に初めてノートルダム橋と名の付く橋が架けられた。これは木製の橋で上に60軒の家が建てられていたが1499年10月28日に崩壊した。そこでジャン・ジョコンドの指揮のもと6径間アーチの石橋が架けられ、1507年に完成した。この橋の上にも住居や商店があり、にぎわいを見せるようになった。この住居はパリで初めて番地を与えられた。1660年、ルイ14世の王妃となるマリー・テレーズを讃えるために修理、改装された。その後1786年には不衛生であるという理由で橋の上の住居が撤去された。
1853年、それまでの基礎を利用し5径間の石造アーチ橋が架けられた。橋脚の両側は雄羊の頭の像で飾られていた。水難事故が多発（1891年から1910年までに少なくとも35回）したので、橋は悪魔の橋と呼ばれるようになった。船を通りやすくするために中央の3つのアーチを一つの鋼製アーチに置き換える工事がすでにミラボー橋とアレクサンドル3世橋で実績のあったジャン・レサルの指揮のもと行われ、1919年共和国大統領レーモン・ポアンカレによって除幕された。その後この橋は今日に至っている。

## 交通
- メトロ7号線 ポン・マリー駅Pont Marie下車

## 隣の橋
（上流）サン＝ルイ橋 - アルコル橋 - ノートルダム橋 - シャンジュ橋 - ポン・ヌフ（下流）